# Valeriana arborea
Valeriana arborea är en kaprifolväxtart som beskrevs av Ellsworth Paine Killip och Cuatrec. Valeriana arborea ingår i släktet vänderötter, och familjen kaprifolväxter. Inga underarter finns listade i Catalogue of Life.